# Nagrada Henri de Lubac
Nagrada Henri de Lubac je nagrada koju svake godine dodjeljuje francuski institut Centre Saint Louis uz pokroviteljstvo francuskog Veleposlanstva pri Svetoj Stolici. Dodjeljuje ju za dvije izvanredne doktorske disertacije obranjene na Papinskim sveučilištima u Rimu u području teoloških znanosti, od kojih je jedna napisana na francuskom, a druga na nekom od četiriju službenih sveučilišnih jezika (talijanskom, engleskom, španjolskom i njemačkom). Namjera dodjelitelja je nagraditi ozbiljnost i kvaliteta teološko-filozofskog promišljanja na papinskim sveučilištima, kao i odati počast velikom teologu, isusovcu, kardinalu Henriju de Lubacu.
Među Hrvatima koji su dobili ovu nagradu je vlč. Petar Popović.